# La Classe de ballet
La Classe de ballet ou La Classe de danse est un tableau réalisé en 1874 par le peintre français Edgar Degas. Il fait partie de la collection du Metropolitan Museum of Art de New York.

## Description
La peinture et son œuvre similaire du musée d'Orsay à Paris sont parmi les œuvres les plus ambitieuses de Degas sur le thème du ballet. La scène imaginaire représente un cours de danse sous la direction de Jules Perrot, un célèbre maître de ballet, dans le vieil Opéra de Paris, qui avait en fait brûlé l'année précédente. L'affiche au mur de Guillaume Tell de Rossini est un hommage au chanteur d'opéra Jean-Baptiste Faure, qui avait commandé l'œuvre.
La peinture est exposée dans la galerie 815 du Metropolitan Museum of Art à New York.